# Spencer Compton, segundo marqués de Northampton
Spencer Joshua Alwyne Compton, segundo marqués de Northampton (2 de enero de 1790 - 17 de enero de 1851), conocido como Lord Compton de 1796 a 1812, y Earl Compton de 1812 a 1828, fue un noble británico y mecenas de la ciencia y las artes.

## Biografía
Segundo hijo de Charles Compton (primer marqués de Northampton), estudió en el Trinity College de Cambridge y obtuvo un máster en 1810. En 1812, tras el asesinato de su primo Spencer Perceval, ocupó su puesto en la Cámara de los Comunes por Northampton.
En los Comunes, se ganó la reputación de inconformista. A pesar de las fuertes credenciales conservadoras de su familia, a menudo votó en contra del gobierno conservador de la época. Esto lo llevó a perder su puesto en las elecciones generales de 1820.
Después de 1820 se trasladó a Italia, donde su casa se convirtió en un centro de atracción para los opositores políticos de Lombardía y Nápoles. Regresó a Inglaterra en 1830 y se convirtió en una figura prominente de la vida política y cultural. Apoyó el proyecto de reforma en la Cámara de los Lores, pero se involucró más en la promoción de las artes y las ciencias.
De 1820 a 1822, fue presidente de la Sociedad Geológica de Londres. Fue presidente del Royal Archaeological Institute y en 1838 se convirtió en presidente de la Royal Society, cargo que ocupó durante diez años. Se interesó por la geología, en particular por los fósiles, aunque no era un científico en sí mismo, sino un aficionado interesado. La especie de dinosaurio Regnosaurus northamptoni fue nombrada en su honor. Renunció en 1848 por su oposición a la creciente profesionalización de la Sociedad. Fue elegido Miembro Honorario Extranjero de la Academia Estadounidense de las Artes y las Ciencias en 1846. Fue presidente de la Royal Society of Literature desde 1849 hasta su muerte.
Murió el 17 de enero de 1851 y fue enterrado en Castle Ashby el 25 de enero.

## Familia
El 24 de julio de 1815 se casó con Margaret Douglas-Maclean-Clephane, una poetisa admirada por Walter Scott y William Wordsworth, aunque su poesía no fue publicada. El matrimonio fue feliz y tuvieron seis hijos. La pareja vivió en Italia durante diez años, de 1820 a 1830. Compton sucedió a su padre como Marqués de Northampton en 1828. Después de la muerte de Lady Northampton en 1830, Northampton regresó a Inglaterra. Estos fueron algunos de sus hijos:

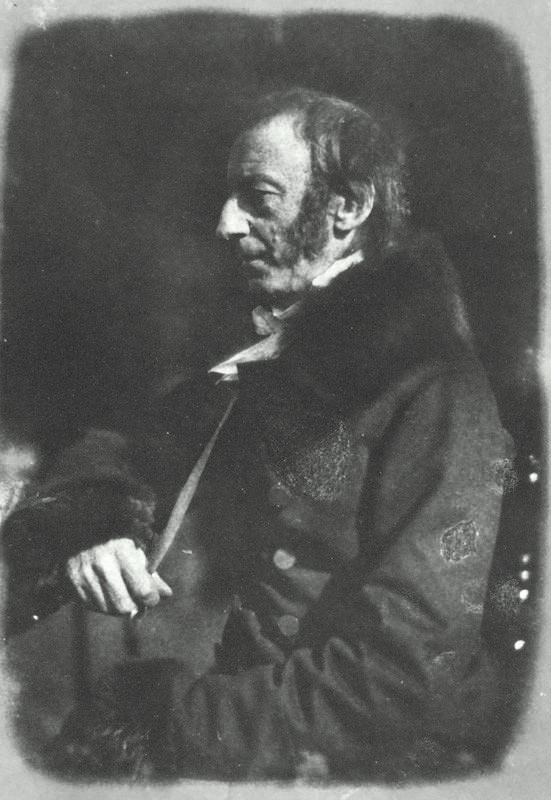
Spencer Compton, segundo marqués de Northampton en 1844.

- Charles Compton, tercer marqués de Northampton (1816-1877)
- Lady Marianne Compton (1817 - 1888), más tarde Lady Marian Alford
- Lord Alwyne Compton (1825 - 1906), sucesivamente deán de Worcester y obispo de Ely